# Lothar Mende
Lothar Mende (* 6. Mai 1952 in Dorfhain) ist ein deutscher Politiker (AfD, zuvor CDU, DDR-CDU), Mitglied des Kreistags Sächsische Schweiz-Osterzgebirge, ehemaliges Mitglied des Sächsischen Landtages sowie ehemaliger Bürgermeister von Dorfhain.

## Leben
Lothar Mende besuchte die Grundschule in Klingenberg und die EOS in Altenberg, wo er sein Abitur absolvierte. Anschließend studierte er Wirtschaftswissenschaften in Leipzig und ist seit 1976 Diplomwirtschaftler. Zwischen 1976 und 1978 war er Abteilungsleiter im VEB Elektronische Bauelemente Dorfhain (EBD). Ab 1979 war er Bürgermeister von Dorfhain. Ebenfalls ab 1979 war er Gemeindevertreter in Dorfhain.
Von 1990 bis 2013 leitete er den nach der politischen Wende in der DDR reprivatisierten, kunststoffverarbeitenden Familienbetrieb Willfried Mende GmbH im benachbarten Obercunnersdorf, zuvor VEB Technoplast Obercunnersdorf.
Mende ist evangelisch, verheiratet und hat zwei Kinder.

## Politik
Lothar Mende war ab 1977 Kreisvorstandsmitglied der DDR-Blockpartei CDU und zwischen 1985 und 1990 deren Kreisvorsitzender im damaligen Kreis Freital. Ab 1990 war er Landesvorstandsmitglied. Im Oktober 1990 wurde Mende über den Wahlkreis 49 (Freital I) für die nunmehr vereinigte CDU in den Sächsischen Landtag gewählt, dem er für eine Wahlperiode bis 1994 angehörte. Dort war er Mitglied im Ausschuss für Wirtschaft und Arbeit und im Haushalts- und Finanzausschuss. Bis 2007 war er Bürgermeister von Dorfhain.
2015 trat er aus der CDU aus. Bei der Kommunalwahl am 26. Mai 2019 trat er für die AfD an und wurde in den Kreistag des Landkreises Sächsische Schweiz-Osterzgebirge gewählt. Bereits im Vorfeld der Wahl war er in die AfD eingetreten.